# Savo Orović
Savo Orović, črnogorski general, * 30. januar 1888, Lijeva Rijeka, † 22. junij 1974, Beograd.

## Življenjepis
Leta 1910 je končal Pehotno vojaško šolo na Cetinju. Naslednja štiri leta je preživel v Južni Ameriki kot politični begunec. Ob pričetku prve svetovne vojne se je vrnil in se prostovoljno pridružil črnogorski vojski. Po vojni je leta 1933 zaključil Pehotno častniško šolo v Sarajevu. V aprilski vojni je bil poveljnik pehotnega polka.
Leta 1941 se je pridružil NOVJ in leta 1943 še KPJ. Med vojno je bil med drugim član Vrhovnega štaba NOVJ. Po vojni je bil poveljnik Častniške šole Vrhovnega štaba, načelnik GŠ Vojvodine, poveljnik Pehotnega vojaškega učilišča ... Ukvarjal se je tudi s politiko, pisanjem in prevajanjem.